# Liste von Automuseen in Norwegen

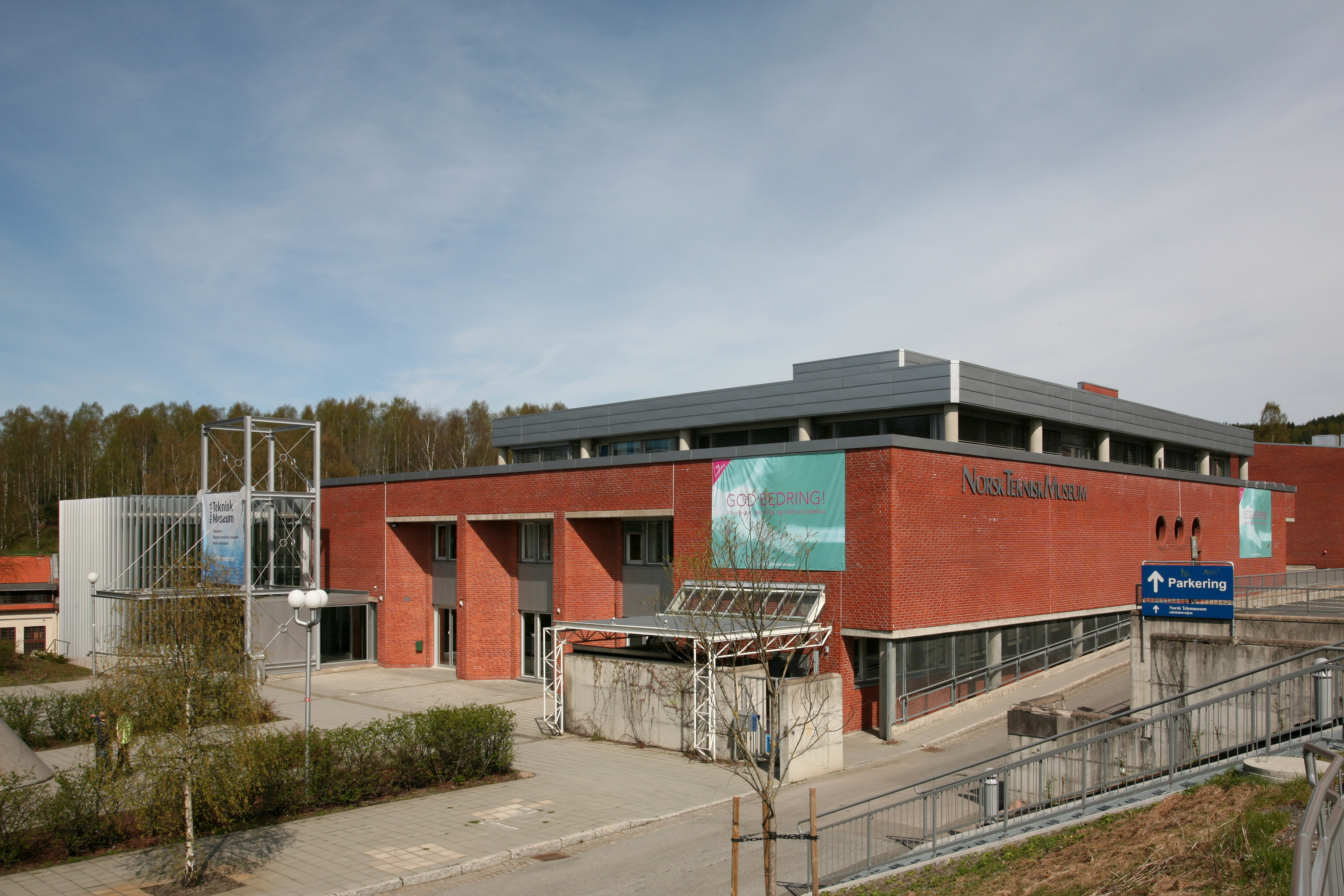
Norsk Teknisk Museum in Oslo

Die Automuseen in Norwegen sind üblicherweise nur im Sommer für einige Monate geöffnet. Darunter befinden sich große öffentliche Museen mit festen Öffnungszeiten ebenso wie kleine Privatsammlungen, die teilweise nur nach Vereinbarung geöffnet sind. 

## Tabellarische Übersicht
Die Tabelle ist absteigend nach der Anzahl der ausgestellten Personenkraftwagen sortiert, und bei gleicher Anzahl alphabetisch aufsteigend nach Ort. In der Spalte Stand ist das Jahr angegeben, auf das sich die Angaben Anzahl ausgestellter Pkw und Besondere Pkw beziehen. Die Auflistung in der Spalte Besondere Pkw erfolgt alphabetisch.
| Name des Museums                  | Ort                  | Beschreibung                                                    | Anzahl ausgestellter Pkw | Stand | Besondere Pkw |
| --------------------------------- | -------------------- | --------------------------------------------------------------- | ------------------------ | ----- | --- |
| Norsk Kjøretøyhistorisk Museum    | Lillehammer          | Autos, Motorräder und Lkw, Schwerpunkt Autos aus Norwegen       | 42                       | 2007  | Bjering 1919, Chandler 1926, Fossum 1906, Locomobile 1901, Mustad 1917 und 1935, Norsk 1907, Rex Simplex 1913, Standard Avon Roadster 1928, Strømmen-Dodge 1935 und Troll 1956 |
| Horten Bilmuseum                  | Horten               | Autos                                                           | 25                       | 2007  | Brush 1907, Buick 10 1911, Lohner-Porsche 1912 und Opel 6/16 PS 1912 |
| Norsk Teknisk Museum              | Oslo                 | Autos, Motorräder, Lokomotiven und andere technische Dinge      | 20                       | 2007  | Benz 1895, Daniels 1917, Milburn Light Electric 1919, Minerva 26 CV Type GG 1913, Podeus 1912 und Wartburg-Motorwagen 1899                                                     |
| Rogaland Bilmuseum                | Brastein bei Sandnes | Autos, Motorräder und Lkw                                       | 19                       | 2007  | Erskine, Franklin 1925, Hupmobile Century 1929, Maxwell 1905 und Troll 1957 |
| Union Hotel                       | Geiranger            | Hotel mit kleiner Sammlung amerikanischer Autos                 | 8                        | 2007  | Cadillac Type 57 1919, Hudson Super Six 1922, Buick 1927 aus Kanada und Nash 890 1931                                                                                          |
| Maarud Gard's private Motormuseum | Disena               | Autos, Besichtigung nach Vereinbarung                           | 7                        | 2007  | Buick 1938, Nash Advanced Six 1929 und Big Six 1934 und Pontiac 1931 |
| TS Museum Tjelta                  | Tjelta               | Autos, Motorräder und Traktoren, Besichtigung nach Vereinbarung | 7                        | 2007  | Austin A35 Lieferwagen und Chevrolet 1928 |
| Norsk Motorhistorisk Museum       | Stange               | Autos und Traktoren                                             | 6                        | 2007  | AC 2 Litre 1951 und Oldsmobile Golden Rocket 88 1957 |
| Norsk Transporthistorisk Museum   | Trøgstad             | Autos und Lkw, 2007 noch im Aufbau                              | 6                        | 2007  | Buick 1928, Ford Fairlane und Volvo PV4 1928 |
| Bergens Tekniske Museum           | Bergen               | Technikmuseum mit einigen Autos                                 |                          |       | |